# Gliedergürteldystrophie 1F
Die Gliedergürteldystrophie 1F (LGMD1F) ist eine sehr seltene Erbkrankheit aus der Gruppe der Gliedergürteldystrophien, die autosomal-dominant vererbt wird.
Die Erkrankung wurde bisher bei 32 Mitgliedern einer spanischen Großfamilie in 5 Generationen beschrieben. Das verursachende Gen konnte bislang nicht identifiziert werden. Durch genomweite Kopplungsanalysen wurde eine Region auf dem langen Arm von Chromosom 7 (7q32.1-q32.2) identifiziert. Im Kandidatengen Filamin C (FLNC) dieser Region wurden keine Mutationen gefunden. Es wurde eine Antizipation beobachtet.

## Erkrankungsbild
Die Erkrankung manifestiert sich entweder vor dem 15. Lebensjahr oder zwischen dem 30. und 50. Lebensjahr. Klinisch ist die Erkrankung durch eine proximale Muskelschwäche und -atrophie gekennzeichnet. Der Beckengürtel ist im Vergleich zum Schultergürtel stärker und früher involviert. Bei der juvenilen Form war teilweise die Atemmuskulatur beteiligt. Eine Beteiligung der Herzmuskulatur, Kontrakturen, Schluckstörungen oder eine Wadenhypertrophie wurden nicht beobachtet. Die Kreatinkinase im Serum kann normal oder bis zu 20-fach erhöht sein.